# كالفين فاولر
كالفين فاولر (بالإنجليزية: Calvin Fowler)‏ مواليد 11 فبراير 1940 في بيتسبرغ - الوفاة 5 مارس 2013، كان لاعب كرة سلة أمريكي وحمل الرقم 24. بلغ طوله 6 قدم 0 بوصة (1.8 م). مثّل منتخب بلاده. شارك في مسابقة كرة السلة في الألعاب الأولمبية الصيفية. كان قائد الفرق الأمريكي الذي حقق ذهبية دورة الألعاب الأمريكية 1967.

## الميداليات
| الميدالية | المسابقة                       |
| --------- | ------------------------------ |
| ذهبية     | الألعاب الأولمبية الصيفية 1968 |

## روابط خارجية
- كالفين فاولر على موقع الاتحاد الدولي لكرة السلة (الإنجليزية)
- كالفين فاولر على موقع سبورتس رفرنس (الإنجليزية)
- كالفين فاولر على موقع كلية كرة السلة في سبورتس رفرنس.كوم (الإنجليزية)
- كالفين فاولر على موقع بروبوليرز (الإنجليزية)
- كالفين فاولر على موقع سبورتس رفرنس (الإنجليزية)
- كالفين فاولر على موقع أوليمبيديا (الإنجليزية)